# Банлье, Шарль
Луи Шарль Антуан Банлье (Баннелье, фр. Louis Charles Antoine Bannelier; 15 марта 1840, Париж — 30 сентября 1899, Париж) — французский музыкальный критик.
Постоянный обозреватель парижской музыкальной жизни в газете Revue et gazette musicale de Paris с 1866 года и до её закрытия в 1880 году.
Перевёл на французский язык либретто оратории Иоганна Себастьяна Баха «Страсти по Матфею» (1874) и книгу Эдуарда Ганслика «О музыкально-прекрасном» (фр. Du beau dans la musique; 1877) — эта публикация вызвала во Франции широкий резонанс. Выполнил переложение Фантастической симфонии Гектора Берлиоза для фортепиано в четыре руки (1878) — «верное, но ничем не примечательное».